# Olympische Sommerspiele 2016/Teilnehmer (China)
| Gelbes Symbol für Goldmedaillen mit stilisierten Olympischen Ringen | Graues Symbol für Silbermedaillen mit stilisierten Olympischen Ringen | Braundes Symbol für Bronzemedaillen mit stilisierten Olympischen Ringen |
| ------------------------------------------------------------------- | --------------------------------------------------------------------- | ----------------------------------------------------------------------- |
| 26                                                                  | 18                                                                    | 26                                                                      |

Die Volksrepublik China nahm an den Olympischen Spielen 2016 in Rio de Janeiro teil. Es war die insgesamt zehnte Teilnahme an Olympischen Sommerspielen. Mit 444 teilnehmenden Athleten stellte die Volksrepublik hinter den Vereinigten Staaten und Gastgeber Brasilien das drittgrößte Aufgebot an Sportlern.
Fahnenträger bei der Eröffnungsfeier war der Fechter Lei Sheng, bei der Schlussfeier wurde die Fahne von der Tischtennisspielerin Ding Ning getragen.

## Teilnehmer nach Sportarten

### Badminton
| Frauen                |        |                                                             |                                                                              |         |     |                          |                           |                        |                           |                         |                           |        |
| Li Xuerui             | Einzel | Iris Wang Lianne Tan Telma Santos                           | 2:0 (21:16, 21:12) 2:0 (21:11, 21:11) 2:0 (21:12, 21:7)                      | 126:69  | 1/4 | Porntip Buranaprasertsuk | 2:0 (21:12, 21:17)        | Carolina Marín         | 0:2 (14:21, 16:21)        | Nozomi Okuhara          | nicht angetreten          | 4      |
| Wang Yihan            | Einzel | Karin Schnaase Chloe Magee                                  | 2:0 (21:11, 21:16) 2:0 (21:7, 21:12)                                         | 84:46   | 1/3 | P. V. Sindhu             | 0:2 (20:22, 19:21)        | ausgeschieden          | ausgeschieden             | ausgeschieden           | ausgeschieden             | 5      |
| Luo Ying Luo Yu       | Doppel | Kyung-eun / Seung-chan Pedersen / Rytter Juhl Lee / Obanana | 0:2 (10:21, 14:21) 2:0 (21:11, 21:18) 2:0 (21:14, 21:15)                     | 108:100 | 3/4 | ausgeschieden            | ausgeschieden             | ausgeschieden          | ausgeschieden             | ausgeschieden           | ausgeschieden             | 9      |
| Tang Yuanting Yu Yang | Doppel | Ye-na / So-hee Stoewa / Stoewa Goliszewski / Nelte          | 1:2 (18:21, 21:14, 11:21) 2:0 (21:14, 21:11) 2:0 (21:10, 21:11)              | 134:102 | 2/4 | Maheswari / Polii        | 2:0 (21:11, 21:14)        | Pedersen / Rytter Juhl | 1:2 (16:21, 21:14, 19:21) | Kyung-eun / Seung-chan  | 0:2 (8:21, 17:21)         | 4      |
| Männer                |        |                                                             |                                                                              |         |     |                          |                           |                        |                           |                         |                           |        |
| Lin Dan               | Einzel | Nguyễn Tiến Minh Wladimir Malkow David Obernosterer         | 2:0 (21:7, 21:12) 2:0 (21:18, 21:7) 2:0 (21:5, 21:11)                        | 126:60  | 1/4 | Srikanth Kidambi         | 2:1 (21:6, 11:21, 21:18)  | Lee Chong Wei          | 1:2 (21:15, 11:21, 20:22) | Viktor Axelsen          | 1:2 (21:15, 10:21, 17:21) | 4      |
| Chen Long             | Einzel | Niluka Karunaratne Adrian Dziółko Kevin Cordón              | 2:0 (21:7, 21:10) abgebrochen 2:0 (21:12, 21:9)                              | 84:38   | 1/4 | Son Wan-ho               | 2:1 (21:11, 18:21, 21:11) | Viktor Axelsen         | 2:0 (21:14, 21:15)        | Lee Chong Wei           | 2:0 (21:18, 21:18)        | Gold   |
| Chai Biao Hong Wei    | Doppel | Endō / Hayakawa Ahsan / Setiawan Attri / Reddy              | 1:2 (18:21, 21:14, 21:23) 2:0 (21:15, 21:17) 2:0 (21:13, 21:15)              | 144:118 | 2/4 | Iwanow / Sosonow         | 2:1 (21:13, 16:21, 21:16) | Shem / Kiong           | 1:2 (18:21, 21:12, 17:21) | Ellis / Langridge       | 1:2 (18:21, 21:19, 10:21) | 4      |
| Fu Haifeng Zhang Nan  | Doppel | Shem / Kiong Fuchs / Schöttler Chew / Pongnairat            | 1:2 (21:16, 15:21, 18:21) 2:0 (21:11, 21:16) 2:0 (21:6, 21:7)                | 138:98  | 2/4 | Gi-jung / Sa-rang        | 2:1 (11:21, 21:18, 24:22) | Ellis / Langridge      | 2:0 (21:14, 21:18)        | Shem / Kiong            | 2:1 (16:21, 21:11, 23:21) | Gold   |
| Mixed                 |        |                                                             |                                                                              |         |     |                          |                           |                        |                           |                         |                           |        |
| Xu Chen Ma Jin        | Doppel | Mateusiak / Kostiuczyk Adcock / Adcock Nielsen / Pedersen   | 1:2 (21:13, 9:21, 19:21) 2:1 (13:21, 22:20, 21:15) 2:1 (22:24, 21:14, 21:16) | 169:165 | 2/4 | Sung-hyun / Ha-na        | 2:0 (21:17, 21:18)        | Soon / Ying            | 0:2 (12:21, 19:21)        | Zhang Nan / Zhao Yunlei | 0:2 (7:21, 11:21)         | 4      |
| Zhang Nan Zhao Yunlei | Doppel | Jordan / Susanto Chun Hei / Hoi Wah Fuchs / Michels         | 2:0 (21:11, 21:18) 2:0 (21:16, 21:15) 2:0 (21:19, 21:16)                     | 126:95  | 1/4 | Kazuno / Kurihara        | 2:0 (21:14, 21:12)        | Ahmad / Natsir         | 0:2 (16:21, 15:21)        | Xu Chen / Ma Jin        | 2:0 (21:7, 21:11)         | Bronze |

### Basketball
| Wettbewerb    | Frauen | Männer |
| ------------- | --- | --- |
| Athleten      | Di Wu Hongpin Huang Mengran Sun Mengxin Sun Nan Chen Shanshan Li Sijing Huang Song Gao Ting Shao Wen Lu Chen Xiaojia Zhifang Zhao | Ailun Guo Li Gen Jianlian Yi Jiwei Zhao Muhao Li Peng Zhou Qi Zhou Ran Sui Xiaochuan Zhai Yanyuhang Ding Yuchen Zou Zhelin Wanfg |
| Trainer       | Tom Maher () | Gong Luming |
| Gruppenphase  | Kanada (68:90) Senegal (101:64) Spanien (68:89) Serbien (72:80) USA (62:105)                                                      | USA (62:119) Frankreich (60:88) Venezuela (68:72) Australien (68:93) Serbien (60:94)                                             |
| Viertelfinale | ausgeschieden | ausgeschieden |
| Halbfinale    | ausgeschieden | ausgeschieden |
| Finale        | ausgeschieden | ausgeschieden |
| Platzierung   | 10 | 12 |

### Beachvolleyball
| Athleten          | Gruppenphase                                      | Gruppenphase                                                   | Gruppenphase | Gruppenphase | Achtelfinale     | Achtelfinale       | Viertelfinale | Viertelfinale | Halbfinale    | Halbfinale    | Finale        | Finale        | Rang |
| Athleten          | Gegner                                            | Ergebnis                                                       | Punkte       | Rang         | Gegner           | Ergebnis           | Gegner        | Ergebnis      | Gegner        | Ergebnis      | Gegner        | Ergebnis      | Rang |
| ----------------- | ------------------------------------------------- | -------------------------------------------------------------- | ------------ | ------------ | ---------------- | ------------------ | ------------- | ------------- | ------------- | ------------- | ------------- | ------------- | ---- |
| Frauen            |                                                   |                                                                |              |              |                  |                    |               |               |               |               |               |               |      |
| Wang Fan Yue Yuan | Ross / Walsh Forrer / Vergé-Dépré Artacho / Laird | 0:2 (16:21, 9:21) 2:1 (24:22, 18:21, 15:12) 2:0 (21:16, 21:11) | 124:124      | 2/4          | Ágatha / Bárbara | 0:2 (12:21, 16:21) | ausgeschieden | ausgeschieden | ausgeschieden | ausgeschieden | ausgeschieden | ausgeschieden | 9    |

### Bogenschießen
| Athleten                       | Wettbewerb | Qualifikation | Qualifikation | 1. Runde          | 1. Runde      | 2. Runde                 | 2. Runde      | Achtelfinale  | Achtelfinale  | Viertelfinale | Viertelfinale | Halbfinale         | Halbfinale    | Finale                        | Finale        | Rang |
| Athleten                       | Wettbewerb | Ringe         | Rang          | Gegner            | Ergebnis      | Gegner                   | Ergebnis      | Gegner        | Ergebnis      | Gegner        | Ergebnis      | Gegner             | Ergebnis      | Gegner                        | Ergebnis      | Rang |
| ------------------------------ | ---------- | ------------- | ------------- | ----------------- | ------------- | ------------------------ | ------------- | ------------- | ------------- | ------------- | ------------- | ------------------ | ------------- | ----------------------------- | ------------- | ---- |
| Frauen                         |            |               |               |                   |               |                          |               |               |               |               |               |                    |               |                               |               |      |
| Cao Hui                        | Einzel     | 631           | 28            | Olga Senyuk       | 7:1 (104:97)  | Tujana Daschidorschijewa | 6:4 (140:135) | Lisa Unruh    | 2:6 (108:114) | ausgeschieden | ausgeschieden | ausgeschieden      | ausgeschieden | ausgeschieden                 | ausgeschieden | 9    |
| Qi Yuhong                      | Einzel     | 649           | 11            | Marina Canetta    | 7:1 (113:103) | Alexandra Longová        | 6:0 (84:77)   | Wu Jiaxin     | 5:6 (135:136) | ausgeschieden | ausgeschieden | ausgeschieden      | ausgeschieden | ausgeschieden                 | ausgeschieden | 9    |
| Wu Jiaxin                      | Einzel     | 653           | 6             | Yuki Hayashi      | 7:1 (105:98)  | Alexandra Mîrca          | 6:0 (78:72)   | Qi Yuhong     | 6:5 (136:135) | Ki Bo-bae     | 2:6 (103:109) | ausgeschieden      | ausgeschieden | ausgeschieden                 | ausgeschieden | 6    |
| Cao Hui Qi Yuhong Wu Jiaxin    | Mannschaft | 1933          | 3             | –                 | –             | –                        | –             | Freilos       | Freilos       | Italien       | 3:5 (205:201) | ausgeschieden      | ausgeschieden | ausgeschieden                 | ausgeschieden | 7    |
| Männer                         |            |               |               |                   |               |                          |               |               |               |               |               |                    |               |                               |               |      |
| Gu Xuesong                     | Einzel     | 670           | 17            | Sultan Duzelbayew | 4:6 (135:139) | ausgeschieden            | ausgeschieden | ausgeschieden | ausgeschieden | ausgeschieden | ausgeschieden | ausgeschieden      | ausgeschieden | ausgeschieden                 | ausgeschieden | 33   |
| Wang Dapeng                    | Einzel     | 667           | 19            | Elías Malavé      | 2:6 (101:107) | ausgeschieden            | ausgeschieden | ausgeschieden | ausgeschieden | ausgeschieden | ausgeschieden | ausgeschieden      | ausgeschieden | ausgeschieden                 | ausgeschieden | 33   |
| Xing Yu                        | Einzel     | 660           | 32            | Riau Ega Agatha   | 1:7 (102:109) | ausgeschieden            | ausgeschieden | ausgeschieden | ausgeschieden | ausgeschieden | ausgeschieden | ausgeschieden      | ausgeschieden | ausgeschieden                 | ausgeschieden | 33   |
| Gu Xuesong Wang Dapeng Xing Yu | Mannschaft | 1997          | 6             | –                 | –             | –                        | –             | Brasilien     | 6:2 (222:213) | Italien       | 6:0 (167:152) | Vereinigte Staaten | 0:6 (162:170) | Finale um Platz 3: Australien | 2:6 (219:225) | 4    |

### Boxen
| Athleten      | Wettbewerb                   | 1. Runde           | 1. Runde | Achtelfinale        | Achtelfinale  | Viertelfinale    | Viertelfinale | Halbfinale      | Halbfinale    | Finale          | Finale        | Rang   |
| Athleten      | Wettbewerb                   | Gegner             | Ergebnis | Gegner              | Ergebnis      | Gegner           | Ergebnis      | Gegner          | Ergebnis      | Gegner          | Ergebnis      | Rang   |
| ------------- | ---------------------------- | ------------------ | -------- | ------------------- | ------------- | ---------------- | ------------- | --------------- | ------------- | --------------- | ------------- | ------ |
| Frauen        |                              |                    |          |                     |               |                  |               |                 |               |                 |               |        |
| Ren Cancan    | Fliegengewicht bis 51 kg     | –                  | –        | Freilos             | Freilos       | Mandy Bujold     | 3:0           | Nicola Adams    | 0:3           | ausgeschieden   | ausgeschieden | Bronze |
| Yin Junhua    | Leichtgewicht bis 60 kg      | –                  | –        | Hasnaa Lachgar      | 3:0           | Yana Alekseevna  | 3:0           | Mira Potkonen   | 3:0           | Estelle Mossely | 1:2           | Silber |
| Li Qian       | Mittelgewicht bis 75 kg      | –                  | –        | Freilos             | Freilos       | Andreia Bandeira | 3:0           | Nouchka Fontijn | 1:2           | ausgeschieden   | ausgeschieden | Bronze |
| Männer        |                              |                    |          |                     |               |                  |               |                 |               |                 |               |        |
| Lü Bin        | Halbfliegengewicht bis 49 kg | –                  | –        | Peter Mungai Warui  | 1:2           | ausgeschieden    | ausgeschieden | ausgeschieden   | ausgeschieden | ausgeschieden   | ausgeschieden | 9      |
| Hu Jianguan   | Fliegengewicht bis 52 kg     | Selçuk Eker        | 2:1      | Narek Abgaryan      | 3:0           | Yosvany Veitía   | 2:1           | Michail Alojan  | 0:3           | ausgeschieden   | ausgeschieden | Bronze |
| Zhang Jiawei  | Bantamgewicht bis 56 kg      | Freilos            | Freilos  | Ham Sangmyeong      | 3:0           | Robeisy Ramírez  | 0:3           | ausgeschieden   | ausgeschieden | ausgeschieden   | ausgeschieden | 5      |
| Shan Jun      | Leichtgewicht bis 60 kg      | Anwar Junussow     | 0:3      | ausgeschieden       | ausgeschieden | ausgeschieden    | ausgeschieden | ausgeschieden   | ausgeschieden | ausgeschieden   | ausgeschieden | 17     |
| Hu Qianxun    | Halbweltergewicht bis 64 kg  | Raúl Curiel        | wo       | Howhannes Batschkow | 2:1           | Witali Dunaizew  | 0:3           | ausgeschieden   | ausgeschieden | ausgeschieden   | ausgeschieden | 5      |
| Liu Wei       | Weltergewicht bis 69 kg      | Eimantas Stanionis | 0:3      | ausgeschieden       | ausgeschieden | ausgeschieden    | ausgeschieden | ausgeschieden   | ausgeschieden | ausgeschieden   | ausgeschieden | 17     |
| Zhao Minggang | Mittelgewicht bis 75 kg      | Kamran Şahsuvarlı  | 0:3      | ausgeschieden       | ausgeschieden | ausgeschieden    | ausgeschieden | ausgeschieden   | ausgeschieden | ausgeschieden   | ausgeschieden | 17     |
| Yu Fengkai    | Schwergewicht bis 91 kg      | Freilos            | Freilos  | Wassili Lewit       | TKO           | ausgeschieden    | ausgeschieden | ausgeschieden   | ausgeschieden | ausgeschieden   | ausgeschieden | 9      |

### Fechten
| Athleten                                    | Wettbewerb         | 1. Runde            | 1. Runde | 2. Runde                  | 2. Runde | Achtelfinale  | Achtelfinale  | Viertelfinale      | Viertelfinale | Halbfinale / Klassifikation | Halbfinale / Klassifikation | Finale / Platzierung   | Finale / Platzierung | Rang   |
| Athleten                                    | Wettbewerb         | Gegner              | Ergebnis | Gegner                    | Ergebnis | Gegner        | Ergebnis      | Gegner             | Ergebnis      | Gegner                      | Ergebnis                    | Gegner                 | Ergebnis             | Rang   |
| ------------------------------------------- | ------------------ | ------------------- | -------- | ------------------------- | -------- | ------------- | ------------- | ------------------ | ------------- | --------------------------- | --------------------------- | ---------------------- | -------------------- | ------ |
| Frauen                                      |                    |                     |          |                           |          |               |               |                    |               |                             |                             |                        |                      |        |
| Sun Yiwen                                   | Degen Einzel       | Freilos             | Freilos  | Gbahi Gwladys Sakoa       | 15:11    | Irina Embrich | 15:12         | Sarra Besbes       | 14:11         | Rossella Fiamingo           | 11:12                       | Lauren Rembi           | 13:15                | Bronze |
| Sun Yujie                                   | Degen Einzel       | Freilos             | Freilos  | Young Mi Kang             | 10:15    | ausgeschieden | ausgeschieden | ausgeschieden      | ausgeschieden | ausgeschieden               | ausgeschieden               | ausgeschieden          | ausgeschieden        | 21     |
| Xu Anqi                                     | Degen Einzel       | Freilos             | Freilos  | Marie-Florence Candassamy | 8:15     | ausgeschieden | ausgeschieden | ausgeschieden      | ausgeschieden | ausgeschieden               | ausgeschieden               | ausgeschieden          | ausgeschieden        | 17     |
| Hao Jialu Sun Yiwen Sun Yujie Xu Anqi       | Degen Mannschaft   | –                   | –        | –                         | –        | Freilos       | Freilos       | Ukraine            | 42:34         | Estland                     | 45:36                       | Rumänien               | 38:44                | Silber |
| Le Huilin                                   | Florett Einzel     | Freilos             | Freilos  | Youssra Zakarani          | 15:4     | Ysaora Thibus | 13:15         | ausgeschieden      | ausgeschieden | ausgeschieden               | ausgeschieden               | ausgeschieden          | ausgeschieden        | 12     |
| Liu Yongshi                                 | Florett Einzel     | Freilos             | Freilos  | Edina Knapek              | 15:9     | Lee Kiefer    | 15:9          | Elisa Di Francisca | 10:15         | ausgeschieden               | ausgeschieden               | ausgeschieden          | ausgeschieden        | 8      |
| Shen Chen                                   | Säbel Einzel       | Freilos             | Freilos  | Malgorzata Kozacuk        | 9:15     | ausgeschieden | ausgeschieden | ausgeschieden      | ausgeschieden | ausgeschieden               | ausgeschieden               | ausgeschieden          | ausgeschieden        | 17     |
| Männer                                      |                    |                     |          |                           |          |               |               |                    |               |                             |                             |                        |                      |        |
| Jiao Yunlong                                | Degen Einzel       | Guilherme Melaragno | 15:13    | Bohdan Nikischyn          | 11:15    | ausgeschieden | ausgeschieden | ausgeschieden      | ausgeschieden | ausgeschieden               | ausgeschieden               | ausgeschieden          | ausgeschieden        | 30     |
| Chen Haiwei                                 | Florett Einzel     | Freilos             | Freilos  | Laurence Halsted          | 15:9     | Ma Jianfei    | 15:12         | Timur Safin        | 7:15          | ausgeschieden               | ausgeschieden               | ausgeschieden          | ausgeschieden        | 7      |
| Lei Sheng                                   | Florett Einzel     | Freilos             | Freilos  | Erwann Le Péchoux         | 9:15     | ausgeschieden | ausgeschieden | ausgeschieden      | ausgeschieden | ausgeschieden               | ausgeschieden               | ausgeschieden          | ausgeschieden        | 21     |
| Ma Jianfei                                  | Florett Einzel     | Freilos             | Freilos  | Ghislain Perrier          | 15:14    | Chen Haiwei   | 12:15         | ausgeschieden      | ausgeschieden | ausgeschieden               | ausgeschieden               | ausgeschieden          | ausgeschieden        | 9      |
| Chen Haiwei Lei Sheng Ma Jianfei Shi Jialuo | Florett Mannschaft | –                   | –        | –                         | –        | –             | –             | Frankreich         | 42:45         | Brasilien                   | 43:41                       | Vereinigtes Königreich | 45:38                | 5      |
| Sun Wei                                     | Säbel Einzel       | –                   | –        | Tiberiu Dolniceanu        | 7:15     | ausgeschieden | ausgeschieden | ausgeschieden      | ausgeschieden | ausgeschieden               | ausgeschieden               | ausgeschieden          | ausgeschieden        | 29     |

### Fußball
| Wettbewerb    | Frauen |
| ------------- | --- |
| Athleten      | Gao Chen Gu Yasha Li Dongna Li Ying Liu Shanshan Ma Xiaoxu Pang Fengyue Tan Ruyin Wang Shanshan Wang Shuang Wu Haiyan Xue Jiao Yang Li Yang Man Zhang Rui Zhang Yue (TW) Zhao Lina (TW) Zhao Rong |
| Trainer       | Bruno Bini () |
| Gruppenphase  | Brasilien 0:3 (0:1) Südafrika 2:0 (1:0) Schweden 0:0 |
| Viertelfinale | Deutschland 0:1 |
| Halbfinale    | ausgeschieden |
| Finale        | ausgeschieden |
| Platzierung   | 8 |

### Gewichtheben
| Athleten      | Wettbewerb        | Reißen  | Reißen | Stoßen  | Stoßen | Zweikampf | Zweikampf | Rang   |
| Athleten      | Wettbewerb        | Gewicht | Rang   | Gewicht | Rang   | Gewicht   | Rang      | Rang   |
| ------------- | ----------------- | ------- | ------ | ------- | ------ | --------- | --------- | ------ |
| Frauen        |                   |         |        |         |        |           |           |        |
| Li Yajun      | Klasse bis 53 kg  | 101 kg  |        | kgV     |        | –         | –         | –      |
| Deng Wei      | Klasse bis 63 kg  | 115 kg  |        | 157 kg  |        | 262 kg    | 1         | Gold   |
| Xiang Yanmei  | Klasse bis 69 kg  | 116 kg  |        | 145 kg  |        | 261 kg    | 1         | Gold   |
| Meng Suping   | Klasse über 75 kg | 130 kg  |        | 177 kg  |        | 307 kg    | 1         | Gold   |
| Männer        |                   |         |        |         |        |           |           |        |
| Long Qingquan | Klasse bis 56 kg  | 137 kg  |        | 170 kg  |        | 307 kg    | 1         | Gold   |
| Chen Lijun    | Klasse bis 62 kg  | DNF     | DNF    | –       | –      | –         | –         | –      |
| Shi Zhiyong   | Klasse bis 69 kg  | 162 kg  |        | 190 kg  |        | 352 kg    | 1         | Gold   |
| Lyu Xiaojun   | Klasse bis 77 kg  | 177 kg  |        | 202 kg  |        | 379 kg    | 2         | Silber |
| Tian Tao      | Klasse bis 85 kg  | 178 kg  |        | 217 kg  |        | 395 kg    | 2         | Silber |
| Yang Zhe      | Klasse bis 105 kg | 190 kg  |        | 225 kg  |        | 415 kg    | 4         | 4      |

### Golf
| Athleten      | Runde 1 | Runde 2 | Runde 3 | Runde 4 | Gesamt | Par | Rang   |
| ------------- | ------- | ------- | ------- | ------- | ------ | --- | ------ |
| Frauen        |         |         |         |         |        |     |        |
| Feng Shanshan | 66      | 66      | 70      | 66      | 268    | −10 | Bronze |
| Lin Xiyu      | 72      | 74      | 74      | 69      | 289    | +5  | 38     |
| Männer        |         |         |         |         |        |     |        |
| Wu Ashun      | 74      | 71      | 70      | 68      | 283    | −1  | 30     |
| Li Haotong    | 70      | 73      | 71      | 75      | 289    | +5  | 50     |

### Hockey
Die chinesische Hockeynationalmannschaft der Damen qualifizierte sich im Rahmen der FIH Hockey World League/2014–2015 für die Olympischen Spiele in Rio de Janeiro.
| Wettbewerb    | Frauen |
| ------------- | --- |
| Athleten      | Dongxiao Li Hongxia Li Jiajia Guo Jiaojiao De Jiaqi Li Jinrong Zhang Meiyu Liang Mengyu Wang Na Wang Qian Yu Song Qingling Qiong Wu Qiuxia Cui Xiao Sun Xiaoxue Zhang Yang Peng Zhao Yudiao Zixia Ou |
| Trainer       | Cho Myung-jun ( Südkorea) |
| Gruppenphase  | Deutschland (1:1) Spanien (2:0) Niederlande (0:1) Südkorea (0:0) Neuseeland (0:3) |
| Viertelfinale | ausgeschieden |
| Halbfinale    | ausgeschieden |
| Finale        | ausgeschieden |
| Platzierung   | 9 |

### Judo
| Athleten       | Wettbewerb | 1. Runde         | 1. Runde    | 2. Runde       | 2. Runde      | Viertelfinale | Viertelfinale | Halbfinale / Trostrunde | Halbfinale / Trostrunde | Finale / Platz 3 | Finale / Platz 3 | Rang   |
| Athleten       | Wettbewerb | Gegner           | Ergebnis    | Gegner         | Ergebnis      | Gegner        | Ergebnis      | Gegner                  | Ergebnis                | Gegner           | Ergebnis         | Rang   |
| -------------- | ---------- | ---------------- | ----------- | -------------- | ------------- | ------------- | ------------- | ----------------------- | ----------------------- | ---------------- | ---------------- | ------ |
| Frauen         |            |                  |             |                |               |               |               |                         |                         |                  |                  |        |
| Ma Yingnan     | bis 52 kg  | Freilos          | Freilos     | J. Ramos       | 100s0:000s0   | E. Miranda    | 010s1:000s0   | O. Giuffrida            | 000s1:000s0             | N. Kuziutina     | 000s1:100s0      | 5      |
| Yang Junxia    | bis 63 kg  | M. Urdabayeva    | 100s0:000s0 | M. Tsedevsuren | 100s0:001s0   | T. Trstenjak  | 000s0:101s0   | Y. Gerbi                | 000:010s2               | ausgeschieden    | ausgeschieden    | 7      |
| Zhou Chao      | bis 70 kg  | H. Tachimoto     | 000s0:100s0 | ausgeschieden  | ausgeschieden | ausgeschieden | ausgeschieden | ausgeschieden           | ausgeschieden           | ausgeschieden    | ausgeschieden    | 17     |
| Zhang Zhehui   | bis 78 kg  | Freilos          | Freilos     | K. Harrison    | 000s0:100s0   | ausgeschieden | ausgeschieden | ausgeschieden           | ausgeschieden           | ausgeschieden    | ausgeschieden    | 9      |
| Yu Song        | über 78 kg | Freilos          | Freilos     | S. Asselah     | 100s1:000s2   | K. Sayit      | 111s2:000s2   | E. Andeol               | 000s0:100s0             | M. Kim           | 100s1:000s0      | Bronze |
| Männer         |            |                  |             |                |               |               |               |                         |                         |                  |                  |        |
| Ma Duanbin     | bis 66 kg  | A. Houssein      | 110s0:000s0 | M. Ebinuma     | 000s0:111s0   | ausgeschieden | ausgeschieden | ausgeschieden           | ausgeschieden           | ausgeschieden    | ausgeschieden    | 9      |
| Saiyinjirigala | bis 73 kg  | A.W. Pombo Silva | 100s0:000s0 | D. Jarzew      | 000s1:000s0   | ausgeschieden | ausgeschieden | ausgeschieden           | ausgeschieden           | ausgeschieden    | ausgeschieden    | 9      |
| Xunzhao Cheng  | bis 90 kg  | I. Iliadis       | 100s0:000s0 | K. Tóth        | 100s0:000s0   | M. Nyman      | 100s1:000s1   | M. Baker                | 000s0:101s1             | L. Otgonbaatar   | 001s2:000s1      | Bronze |

### Kanu

#### Kanurennsport
| Athleten                              | Wettbewerb | Vorlauf      | Vorlauf | Halbfinale   | Halbfinale | Finale       | Finale | Rang |
| Athleten                              | Wettbewerb | Zeit         | Rang    | Zeit         | Rang       | Zeit         | Rang   | Rang |
| ------------------------------------- | ---------- | ------------ | ------- | ------------ | ---------- | ------------ | ------ | ---- |
| Frauen                                |            |              |         |              |            |              |        |      |
| Zhou Yu                               | K-1 200 m  | 42,187 s     | 16      | 41,017 s     | 13         | 41,928 s     | 3      | 11   |
| Zhou Yu                               | K-1 500 m  | 1:51,750 min | 2       | 1:55,311 min | 7          | 1:54,994 min | 6      | 6    |
| Ren Wenjun Ma Qing                    | K-2 500 m  | 1:44,491 min | 4       | 1:44,780 min | 9          | 1:51,582 min | 6      | 14   |
| Ren Wenjun Ma Qing Li Yue Liu Haiping | K-4 500 m  | 1:38,730 min | 12      | 1:37,055 min | 8          | 1:40,071 min | 3      | 11   |
| Männer                                |            |              |         |              |            |              |        |      |
| Li Qiang                              | C-1 200 m  | 41,456 s     | 18      | 40,066 s     | 7          | 40,143 s     | 7      | 7    |

#### Kanuslalom
| Athleten     | Wettbewerb | Vorlauf  | Vorlauf | Halbfinale    | Halbfinale    | Finale        | Finale        | Rang |
| Athleten     | Wettbewerb | Zeit     | Rang    | Zeit          | Rang          | Zeit          | Rang          | Rang |
| ------------ | ---------- | -------- | ------- | ------------- | ------------- | ------------- | ------------- | ---- |
| Männer       |            |          |         |               |               |               |               |      |
| Li Lu        | K-1        | 107,29 s | 13      | 111,24 s      | 13            | ausgeschieden | ausgeschieden | 13   |
| Männer       |            |          |         |               |               |               |               |      |
| Tan Ya       | K-1        | 100,62 s | 19      | ausgeschieden | ausgeschieden | ausgeschieden | ausgeschieden | 19   |
| Shu Jianming | C-1        | 100,68 s | 13      | 108,73        | 14            | ausgeschieden | ausgeschieden | 14   |

### Leichtathletik
Laufen und Gehen 
| Athleten                                            | Wettbewerb        | Runde 1     | Runde 1 | Halbfinale    | Halbfinale    | Finale        | Finale        | Rang   |
| Athleten                                            | Wettbewerb        | Zeit        | Rang    | Zeit          | Rang          | Zeit          | Rang          | Rang   |
| --------------------------------------------------- | ----------------- | ----------- | ------- | ------------- | ------------- | ------------- | ------------- | ------ |
| Frauen                                              |                   |             |         |               |               |               |               |        |
| Yuan Qiqi                                           | 100 m             | 11,56 s     | 39      | ausgeschieden | ausgeschieden | ausgeschieden | ausgeschieden | 39     |
| Wei Yongli                                          | 100 m             | 11,48 s     | 33      | ausgeschieden | ausgeschieden | ausgeschieden | ausgeschieden | 33     |
| Wang Chunyu                                         | 800 m             | 1:59,93 min | 15      | 2:04,05 min   | 24            | ausgeschieden | ausgeschieden | 24     |
| Zhang Xinyan                                        | 3000 m Hindernis  | 9:31,47 min | 19      | –             | –             | ausgeschieden | ausgeschieden | 19     |
| Wu Shuijiao                                         | 100 m Hürden      | 13,03 s     | 25      | ausgeschieden | ausgeschieden | ausgeschieden | ausgeschieden | 25     |
| Ge Manqi Yuan Qiqi Liang Xiaojing Wei Yongli        | 4 × 100-m-Staffel | 42,70 s     | 9       | –             | –             | ausgeschieden | ausgeschieden | 9      |
| Yue Chao                                            | Marathon          | –           | –       | –             | –             | 2:39:09 h     | 53            | 53     |
| Hua Shaoqing                                        | Marathon          | –           | –       | –             | –             | 2:45:09 h     | 79            | 79     |
| Liu Hong                                            | 20 km Gehen       | –           | –       | –             | –             | 1:28:35 h     | 1             | Gold   |
| Qoijing Gyi                                         | 20 km Gehen       | –           | –       | –             | –             | 1:29:04 h     | 5             | 5      |
| Lu Xiuzhi                                           | 20 km Gehen       | –           | –       | –             | –             | 1:28:42 h     | 3             | Bronze |
| Männer                                              |                   |             |         |               |               |               |               |        |
| Su Bingtian                                         | 100 m             | 10,17 s     | 17      | 10,08 s       | 14            | ausgeschieden | ausgeschieden | 14     |
| Zhang Peimeng                                       | 100 m             | 10,36 s     | 48      | ausgeschieden | ausgeschieden | ausgeschieden | ausgeschieden | 48     |
| Xie Zhenye                                          | 100 m             | 10,08 s     | 5       | 10,11 s       | 16            | ausgeschieden | ausgeschieden | 16     |
| Xie Wenjun                                          | 110 m Hürden      | 13,69 s     | 27      | ausgeschieden | ausgeschieden | ausgeschieden | ausgeschieden | 27     |
| Su Bingtian Zhang Peimeng Tang Xingqiang Xie Zhenye | 4 × 100-m-Staffel | 37,82 s     | 3       | –             | –             | 37,90 s       | 4             | 4      |
| Duo Bujie                                           | Marathon          | –           | –       | –             | –             | 2:24:22 h     | 91            | 91     |
| Dong Guojian                                        | Marathon          | –           | –       | –             | –             | 2:15:32 h     | 29            | 29     |
| Zhu Renxue                                          | Marathon          | –           | –       | –             | –             | 2:25:31 h     | 96            | 96     |
| Chen Ding                                           | 20 km Gehen       | –           | –       | –             | –             | 1:23:54 h     | 39            | 39     |
| Cai Zelin                                           | 20 km Gehen       | –           | –       | –             | –             | 1:19:26 h     | 2             | Silber |
| Wang Zhen                                           | 20 km Gehen       | –           | –       | –             | –             | 1:19:14 h     | 1             | Gold   |
| Yu Wei                                              | 50 km Gehen       | –           | –       | –             | –             | 3:43:00 h     | 5             | 5      |
| Han Yucheng                                         | 50 km Gehen       | –           | –       | –             | –             | 4:32:35 h     | 47            | 47     |
| Wang Zhendong                                       | 50 km Gehen       | –           | –       | –             | –             | 3:48:50 h     | 11            | 11     |

 Springen und Werfen 
| Athleten        | Wettbewerb     | Qualifikation | Qualifikation | Finale        | Finale        | Rang   |
| Athleten        | Wettbewerb     | Weite/Höhe    | Rang          | Weite/Höhe    | Rang          | Rang   |
| --------------- | -------------- | ------------- | ------------- | ------------- | ------------- | ------ |
| Frauen          |                |               |               |               |               |        |
| Li Ling         | Stabhochsprung | 4,55 m        | 16            | ausgeschieden | ausgeschieden | 16     |
| Ren Mengqian    | Stabhochsprung | keine Höhe    | keine Höhe    | ausgeschieden | ausgeschieden | –      |
| Li Xiaohong     | Dreisprung     | 13,30 m       | 34            | ausgeschieden | ausgeschieden | 34     |
| Bian Ka         | Kugelstoßen    | 17,68 m       | 16            | ausgeschieden | ausgeschieden | 16     |
| Gong Lijiao     | Kugelstoßen    | 18,74 m       | 5             | 19,39 m       | 4             | 4      |
| Gao Yang        | Kugelstoßen    | 16,17 m       | 33            | ausgeschieden | ausgeschieden | 33     |
| Feng Bin        | Diskuswurf     | 62,01 m       | 8             | 63,06 m       | 8             | 8      |
| Su Xinyue       | Diskuswurf     | 65,14 m       | 2             | 64,37 m       | 5             | 5      |
| Chen Yang       | Diskuswurf     | 61,44 m       | 10            | 63,11 m       | 7             | 7      |
| Liu Tingting    | Hammerwurf     | 69,14 m       | 16            | ausgeschieden | ausgeschieden | 16     |
| Zhang Wenxiu    | Hammerwurf     | 73,58 m       | 2             | 76,75 m       | 2             | Silber |
| Wang Zheng      | Hammerwurf     | 70,60 m       | 10            | keine Weite   | keine Weite   | –      |
| Lü Huihui       | Speerwurf      | 63,28 m       | 7             | 64,04 m       | 7             | 7      |
| Li Lingwei      | Speerwurf      | 60,91 m       | 15            | ausgeschieden | ausgeschieden | 15     |
| Liu Shiying     | Speerwurf      | 57,16 m       | 23            | ausgeschieden | ausgeschieden | 23     |
| Männer          |                |               |               |               |               |        |
| Zhang Guowei    | Hochsprung     | 2,22 m        | 25            | ausgeschieden | ausgeschieden | 25     |
| Wang Yu         | Hochsprung     | 2,22 m        | 32            | ausgeschieden | ausgeschieden | 32     |
| Huang Bokai     | Stabhochsprung | 5,45 m        | 16            | ausgeschieden | ausgeschieden | 16     |
| Xue Changrui    | Stabhochsprung | 5,70 m        | 4             | 6,65 m        | 6             | 6      |
| Yao Jie         | Stabhochsprung | 5,60 m        | 14            | ausgeschieden | ausgeschieden | 14     |
| Huang Changzhou | Weitsprung     | 7,95 m        | 9             | 7,86 m        | 11            | 11     |
| Wang Jianan     | Weitsprung     | 8,24 m        | 1             | 8,17 m        | 5             | 5      |
| Gao Xinglong    | Weitsprung     | keine Weite   | keine Weite   | ausgeschieden | ausgeschieden | –      |
| Dong Bin        | Dreisprung     | 17,10 m       | 2             | 17,58 m       | 3             | Bronze |
| Cao Shuo        | Dreisprung     | 16,97 m       | 5             | 17,13 m       | 4             | 4      |
| Xu Xiaolong     | Dreisprung     | 16,65 m       | 11            | 16,41 m       | 11            | 11     |

### Moderner Fünfkampf
| Athleten      | Fechten | Fechten | Schwimmen   | Schwimmen | Reiten  | Reiten | Combined     | Combined | Punkte | Rang            |
| Athleten      | Bilanz  | Punkte  | Zeit        | Punkte    | Zeit    | Punkte | Zeit         | Punkte   | Punkte | Rang            |
| ------------- | ------- | ------- | ----------- | --------- | ------- | ------ | ------------ | -------- | ------ | --------------- |
| Frauen        |         |         |             |           |         |        |              |          |        |                 |
| Chen Qian     | 22:13   | 232     | 2:18,75 min | 284       | 76,67 s | 292    | 13:24,07 min | 535      | 1343   | disqualifiziert |
| Zhang Xiaonan | 22:13   | 234     | 2:22,67 min | 272       | 75,72 s | 279    | 14:22,79 min | 500      | 1285   | 17              |
| Männer        |         |         |             |           |         |        |              |          |        |                 |
| Guo Jianli    | 19:16   | 214     | 2:01,94 min | 335       | 73,06 s | 286    | 11:46,21 min | 594      | 1429   | 18              |
| Cao Zhongrong | 17:18   | 204     | 2:00,08 min | 340       | 74,31 s | 300    | 11:51,14 min | 589      | 1433   | 16              |

### Radsport

#### Bahn
| Athleten                                       | Wettbewerb            | Qualifikation | Qualifikation | Finals        | Finals        | Rang |
| Athleten                                       | Wettbewerb            | Zeit          | Rang          | Zeit          | Rang          | Rang |
| ---------------------------------------------- | --------------------- | ------------- | ------------- | ------------- | ------------- | ---- |
| Frauen                                         |                       |               |               |               |               |      |
| Gong Jinjie                                    | Sprint                | 11,068 s      | 15            | 11,509 s      | 16            | 16   |
| Zhong Tianshi                                  | Sprint                | 10,820 s      | 5             | 11,197 s      | 5             | 5    |
| Gong Jinjie                                    | Keirin                | 11,577 s      | 5             | ausgeschieden | ausgeschieden | 17   |
| Zhong Tianshi                                  | Keirin                | 11,682 s      | 2             | 11,852 s      | 5             | 11   |
| Gong Jinjie Zhong Tianshi                      | Teamsprint            | 32,305 s      | 1             | 32,107 s      | 1             | Gold |
| Huang Dongyan Jing Yali Ma Menglu Zhao Baofang | Mannschaftsverfolgung | 4:25,246 min  | 6             | ohne Gegner   | ohne Gegner   | 7    |
| Männer                                         |                       |               |               |               |               |      |
| Xu Chao                                        | Sprint                | 9,939 s       | 13            | 10,561 s      | 6             | 6    |
| Yang Fan Liu Hao Qin Chenlu Shen Pingan        | Mannschaftsverfolgung | 4:05,152 min  | 8             | 4:03,687 min  | 8             | 8    |

Omnium
| Frauen       |    |    |    |    |    |    |    |    |    |   |    |   |    |    |
| Luo Xiaoling | 15 | 12 | 15 | 12 | 10 | 22 | 15 | 12 | 17 | 8 | 12 | 2 | 68 | 15 |

#### Mountainbike
| Athleten  | Wettbewerb    | Zeit       | Rang |
| --------- | ------------- | ---------- | ---- |
| Frauen    |               |            |      |
| Yao Ping  | Cross-Country | 1:43:20 h  | 24   |
| Männer    |               |            |      |
| Wang Zhen | Cross-Country | überrundet | 43   |

### Reiten
| Vielseitigkeit               |            |                     |                     |          |                    |       |   |
| Athleten                     | Wettbewerb | Minuspunkte Dressur | Minuspunkte Gelände | Springen | Minuspunkte Gesamt | Rang  |   |
| Alex Hua Tian mit Don Geniro | Einzel     | 42,40               | 13,20               | 4,00     | 4,00               | 63,60 | 8 |

### Ringen
| Athleten                  | Wettbewerb        | 1. Runde       | 1. Runde | Achtelfinale               | Achtelfinale | Viertelfinale         | Viertelfinale | Halbfinale    | Halbfinale    | Hoffnungsrunde Viertelfinale | Hoffnungsrunde Viertelfinale | Hoffnungsrunde Halbfinale | Hoffnungsrunde Halbfinale | Hoffnungsrunde Finale | Hoffnungsrunde Finale | Finale            | Finale        | Rang   |
| Athleten                  | Wettbewerb        | Gegner         | Ergebnis | Gegner                     | Ergebnis     | Gegner                | Ergebnis      | Gegner        | Ergebnis      | Gegner                       | Ergebnis                     | Gegner                    | Ergebnis                  | Gegner                | Ergebnis              | Gegner            | Ergebnis      | Rang   |
| ------------------------- | ----------------- | -------------- | -------- | -------------------------- | ------------ | --------------------- | ------------- | ------------- | ------------- | ---------------------------- | ---------------------------- | ------------------------- | ------------------------- | --------------------- | --------------------- | ----------------- | ------------- | ------ |
| Freistil Frauen           |                   |                |          |                            |              |                       |               |               |               |                              |                              |                           |                           |                       |                       |                   |               |        |
| Sun Yanan                 | Klasse bis 48 kg  | Freilos        | Freilos  | Jasmine Mian               | 4:1          | Vinesh Vinesh         | 5:0           | Eri Tōsaka    | 1:3           | –                            | –                            | –                         | –                         | –                     | –                     | Zhuldyz Eshimova  | 4:0           | Bronze |
| Zhong Xuechun             | Klasse bis 53 kg  | Nina Hemmer    | 3:1      | Helen Maroulis             | 0:4          | –                     | –             | –             | –             | –                            | –                            | Julija Blahynja           | 11:1                      | Jong Myong-suk        | 3:1                   | Sofia Mattson     | 0:5           | 5      |
| Xu Rui                    | Klasse bis 63 kg  | –              | –        | Julija Tkatsch             | 3:1          | Inna Traschukowa      | 1:3           | ausgeschieden | ausgeschieden | –                            | –                            | –                         | –                         | –                     | –                     | ausgeschieden     | ausgeschieden | 11     |
| Zhou Feng                 | Klasse bis 69 kg  | –              | –        | Aline Focken               | 1:3          | ausgeschieden         | ausgeschieden | ausgeschieden | ausgeschieden | –                            | –                            | –                         | –                         | –                     | –                     | ausgeschieden     | ausgeschieden | 12     |
| Zhang Fengliu             | Klasse bis 75 kg  | –              | –        | Epp Mäe                    | 3:1          | Erica Wiebe           | 1:3           | –             | –             | –                            | –                            | –                         | –                         | Maria Selmaier        | 4:0                   | Vasilisa Maraliuk | 3:1           | Bronze |
| griechisch-römisch Männer |                   |                |          |                            |              |                       |               |               |               |                              |                              |                           |                           |                       |                       |                   |               |        |
| Wang Lumin                | Klasse bis 59 kg  | –              | –        | Andrés Montaño             | 4:0          | Ismael Borrero Molina | 0:4           | –             | –             | –                            | –                            | –                         | –                         | Arsen Eralijew        | 1:3                   | ausgeschieden     | ausgeschieden | 8      |
| Yang Bin                  | Klasse bis 75 kg  | –              | –        | Zied Ait Ouagram           | 3:0          | Roman Wlassow         | 0:4           | –             | –             | –                            | –                            | –                         | –                         | Kim Hyeon-woo         | 1:3                   | ausgeschieden     | ausgeschieden | 9      |
| Peng Fei                  | Klasse bis 85 kg  | –              | –        | Javid Hamzatau             | 0:3          | ausgeschieden         | ausgeschieden | ausgeschieden | ausgeschieden | –                            | –                            | –                         | –                         | –                     | –                     | ausgeschieden     | ausgeschieden | 17     |
| Xiao Di                   | Klasse bis 98 kg  | –              | –        | Yasmany Lugo               | 0:3          | ausgeschieden         | ausgeschieden | ausgeschieden | ausgeschieden | –                            | –                            | –                         | –                         | Ghasem Rezaei         | 0:3                   | ausgeschieden     | ausgeschieden | 19     |
| Meng Qiang                | Klasse bis 130 kg | –              | –        | Bashir Asgari Babajanzadeh | 1:3          | ausgeschieden         | ausgeschieden | ausgeschieden | ausgeschieden | –                            | –                            | –                         | –                         | –                     | –                     | ausgeschieden     | ausgeschieden | 13     |
| Freistil Männer           |                   |                |          |                            |              |                       |               |               |               |                              |                              |                           |                           |                       |                       |                   |               |        |
| Yeerlanbieke Katai        | Klasse bis 65 kg  | Sahit Prizreni | 3:1      | Gandsorigiin Mandachnaran  | 0:3          | ausgeschieden         | ausgeschieden | ausgeschieden | ausgeschieden | –                            | –                            | –                         | –                         | –                     | –                     | ausgeschieden     | ausgeschieden | 12     |
| Bi Shengfeng              | Klasse bis 86 kg  | –              | –        | Şərif Şərifov              | 0:4          | ausgeschieden         | ausgeschieden | ausgeschieden | ausgeschieden | –                            | –                            | –                         | –                         | –                     | –                     | ausgeschieden     | ausgeschieden | 19     |
| Deng Zhiwei               | Klasse bis 125 kg | –              | –        | Lewan Berianidse           | 1:3          | ausgeschieden         | ausgeschieden | ausgeschieden | ausgeschieden | –                            | –                            | –                         | –                         | –                     | –                     | ausgeschieden     | ausgeschieden | 13     |

### Rudern
| Athleten                                      | Wettbewerb                            | Vorlauf     | Vorlauf | Vorlauf       | Hoffnungslauf | Hoffnungslauf | Hoffnungslauf | Viertelfinale | Viertelfinale | Viertelfinale | Halbfinale  | Halbfinale | Halbfinale    | Finale      | Finale | Rang   |
| Athleten                                      | Wettbewerb                            | Zeit        | Platz   | Qualifikation | Zeit          | Platz         | Qualifikation | Zeit          | Platz         | Qualifikation | Zeit        | Platz      | Qualifikation | Zeit        | Platz  | Rang   |
| --------------------------------------------- | ------------------------------------- | ----------- | ------- | ------------- | ------------- | ------------- | ------------- | ------------- | ------------- | ------------- | ----------- | ---------- | ------------- | ----------- | ------ | ------ |
| Frauen                                        |                                       |             |         |               |               |               |               |               |               |               |             |            |               |             |        |        |
| Duan Jingli                                   | Einer                                 | 8:18,57 min | 1       | Viertelfinale | –             | –             | –             | 7:27,88 min   | 2             | Halbfinale    | 7:43,97 min | 1          | Finale        | 7:24,13 min | 3      | Bronze |
| Zhang Min Miao Tian                           | Zweier ohne Steuerfrau                | 7:15,66 min | 3       | Halbfinale    | –             | –             | –             | –             | –             | –             | 7:30,90 min | 4          | B-Finale      | 7:17,12 min | 1      | 7      |
| Lyu Yang Zhu Weiwei                           | Doppelzweier                          | 7:25,19 min | 2       | Halbfinale    | –             | –             | –             | –             | –             | –             | 7:05,31 min | 6          | B-Finale      | 7:45,68 min | 5      | 11     |
| Huang Wenyi Pan Feihong                       | Leichtgewichts-Doppelzweier           | 7:00,13 min | 1       | Halbfinale    | –             | –             | –             | –             | –             | –             | 7:20,94 min | 3          | Finale        | 7:06,49 min | 3      | Bronze |
| Zhang Ling Jiang Yan Wang Yuwei Zhang Xinyue  | Doppelvierer                          | 6:40,21 min | 4       | Hoffnungslauf | 6:28,49 min   | 3             | Finale        | –             | –             | –             | –           | –          | –             | 6:59,45 min | 6      | 6      |
| Männer                                        |                                       |             |         |               |               |               |               |               |               |               |             |            |               |             |        |        |
| Sun Man Wang Chunxin                          | Leichtgewichts-Doppelzweier           | 6:30,83 min | 4       | Hoffnungslauf | 7:03,88 min   | 2             | Halbfinale    | –             | –             | –             | 7:01,49 min | 6          | B-Finale      | 6:40,74 min | 5      | 11     |
| Jin Wei Wang Tiexin Yu Chenggang Zhao Jingbin | Leichtgewichts-Vierer ohne Steuermann | 6:03,43 min | 2       | Halbfinale    | –             | –             | –             | –             | –             | –             | 6:27,27 min | 5          | B-Finale      | 6:32,78 min | 2      | 8      |

### Schießen
| Athleten       | Wettbewerb                               | Qualifikation   | Qualifikation | Finale          | Finale        | Ringe/ Scheiben | Rang   |
| Athleten       | Wettbewerb                               | Ringe/ Scheiben | Rang          | Ringe/ Scheiben | Rang          | Ringe/ Scheiben | Rang   |
| -------------- | ---------------------------------------- | --------------- | ------------- | --------------- | ------------- | --------------- | ------ |
| Frauen         |                                          |                 |               |                 |               |                 |        |
| Du Li          | Luftgewehr 10 Meter                      | 420,7           | 1             | 207,0           | 2             | 627,7           | Silber |
| Yi Siling      | Luftgewehr 10 Meter                      | 415,9           | 8             | 185,4           | 3             | 601,3           | Bronze |
| Zhang Binbin   | Kleinkaliber Dreistellungskampf 50 Meter | 582             | 7             | 458,4           | 2             | 1040,4          | Silber |
| Du Li          | Kleinkaliber Dreistellungskampf 50 Meter | 586             | 4             | 447,4           | 3             | 1033,4          | Bronze |
| Zhang Mengxue  | Luftpistole 10 Meter                     | 384             | 7             | 199,4           | 1             | 583,4           | Gold   |
| Guo Wenjun     | Luftpistole 10 Meter                     | 378             | 30            | ausgeschieden   | ausgeschieden | 378             | 30     |
| Zhang Jingjing | Sportpistole 25 Meter                    | 592             | 1             | 21              | 4             | 613             | 4      |
| Chen Ying      | Sportpistole 25 Meter                    | 570             | 30            | ausgeschieden   | ausgeschieden | 570             | 30     |
| Chen Fang      | Trap                                     | 64              | 15            | ausgeschieden   | ausgeschieden | 64              | 15     |
| Wei Meng       | Skeet                                    | 73              | 1             | 29              | 4             | 102             | 4      |
| Wei Ning       | Skeet                                    | 68              | 9             | ausgeschieden   | ausgeschieden | 68              | 9      |
| Männer         |                                          |                 |               |                 |               |                 |        |
| Yang Haoran    | Luftgewehr 10 Meter                      | 620,5           | 31            | ausgeschieden   | ausgeschieden | 620,5           | 31     |
| Cao Yifei      | Luftgewehr 10 Meter                      | 625,5           | 9             | ausgeschieden   | ausgeschieden | 625,5           | 9      |
| Zhao Shengbo   | Kleinkaliber liegend 50 Meter            | 618,7           | 38            | ausgeschieden   | ausgeschieden | 618,7           | 38     |
| Cao Yifei      | Kleinkaliber liegend 50 Meter            | 620,8           | 30            | ausgeschieden   | ausgeschieden | 620,8           | 30     |
| Zhu Qinan      | Kleinkaliber Dreistellungskampf 50 Meter | 1176            | 4             | 414,8           | 6             | 1590,8          | 6      |
| Hui Zicheng    | Kleinkaliber Dreistellungskampf 50 Meter | 1171            | 15            | ausgeschieden   | ausgeschieden | 1171            | 15     |
| Pang Wei       | Freie Pistole 50 Meter                   | 565             | 2             | 67,2            | 8             | 632,2           | 8      |
| Wang Zhiwei    | Freie Pistole 50 Meter                   | 556             | 8             | 129,4           | 5             | 685,4           | 5      |
| Zhang Fusheng  | Schnellfeuerpistole 25 Meter             | 590             | 2             | 21              | 4             | 611             | 4      |
| Li Yuehong     | Schnellfeuerpistole 25 Meter             | 584             | 5             | 27              | 3             | 611             | Bronze |
| Pu Qifeng      | Luftpistole 10 Meter                     | 577             | 16            | ausgeschieden   | ausgeschieden | 577             | 16     |
| Pang Wei       | Luftpistole 10 Meter                     | 590             | 1             | 180,4           | 3             | 770,4           | Bronze |
| Hu Binyuan     | Doppeltrap                               | 135             | 8             | ausgeschieden   | ausgeschieden | 135             | 8      |
| Pan Qiang      | Doppeltrap                               | 133             | 12            | ausgeschieden   | ausgeschieden | 133             | 12     |

### Schwimmen
| Athleten                                                                    | Wettbewerb          | Vorlauf      | Vorlauf | Halbfinale    | Halbfinale    | Finale        | Finale        | Rang   |
| Athleten                                                                    | Wettbewerb          | Zeit         | Rang    | Zeit          | Rang          | Zeit          | Rang          | Rang   |
| --------------------------------------------------------------------------- | ------------------- | ------------ | ------- | ------------- | ------------- | ------------- | ------------- | ------ |
| Frauen                                                                      |                     |              |         |               |               |               |               |        |
| Liu Xiang                                                                   | 50 m Freistil       | 24,91 s      | 18      | ausgeschieden | ausgeschieden | ausgeschieden | ausgeschieden | 18     |
| Shen Duo                                                                    | 100 m Freistil      | 54,41 s      | 15      | ausgeschieden | ausgeschieden | ausgeschieden | ausgeschieden | 15     |
| Zhu Menghui                                                                 | 100 m Freistil      | 54,15 s      | 11      | 53,98 s       | 9             | ausgeschieden | ausgeschieden | 9      |
| Shen Duo                                                                    | 200 m Freistil      | 1:56,52 min  | 6       | 1:56,03 min   | 4             | 1:55,25 min   | 5             | 5      |
| Al Yanhan                                                                   | 200 m Freistil      | 1:56,77 min  | 8       | 1:57,41 min   | 11            | ausgeschieden | ausgeschieden | 11     |
| Cao Yue                                                                     | 400 m Freistil      | 4:19,57 min  | 28      | –             | –             | ausgeschieden | ausgeschieden | 28     |
| Zhang Yuhan                                                                 | 400 m Freistil      | 4:06,30 min  | 9       | –             | –             | ausgeschieden | ausgeschieden | 9      |
| Hou Yawen                                                                   | 800 m Freistil      | 8:30,59 min  | 11      | –             | –             | ausgeschieden | ausgeschieden | 11     |
| Zhang Yuhan                                                                 | 800 m Freistil      | 8:35,32 min  | 18      | –             | –             | ausgeschieden | ausgeschieden | 18     |
| Wang Xueer                                                                  | 100 m Rücken        | 1:00,59 min  | 14      | 1:01,44 min   | 16            | ausgeschieden | ausgeschieden | 16     |
| Fu Yuanhui                                                                  | 100 m Rücken        | 1:00,02 min  | 9       | 58,95 s       | 3             | 58,76 s       | 3             | Bronze |
| Chen Jie                                                                    | 200 m Rücken        | 2:14,18 min  | 27      | ausgeschieden | ausgeschieden | ausgeschieden | ausgeschieden | 27     |
| Liu Yaxin                                                                   | 200 m Rücken        | 2:08,84 min  | 6       | 2:07,56 min   | 4             | 2:09,03 min   | 7             | 7      |
| Shi Jinglin                                                                 | 100 m Brust         | 1:06,55 min  | 5       | 1:06,31 min   | 3             | 1:06,37 min   | 4             | 4      |
| Zhang Xinyu                                                                 | 100 m Brust         | 1:07,59 min  | 22      | ausgeschieden | ausgeschieden | ausgeschieden | ausgeschieden | 22     |
| Shi Jinglin                                                                 | 200 m Brust         | 2:24,33 min  | 9       | 2:22,37 min   | 4             | 2:22,28 min   | 3             | Bronze |
| Yu Jingyao                                                                  | 200 m Brust         | 2:28,65 min  | 24      | ausgeschieden | ausgeschieden | ausgeschieden | ausgeschieden | 24     |
| Chen Xinyi                                                                  | 100 m Schmetterling | DSQ          | DSQ     | ausgeschieden | ausgeschieden | ausgeschieden | ausgeschieden | –      |
| Lu Ying                                                                     | 100 m Schmetterling | 57,08 s      | 5       | 57,15 s       | 6             | 56,76 s       | 4             | 4      |
| Zhou Yilin                                                                  | 200 m Schmetterling | 2:08,21 min  | 12      | 2:06,52 min   | 3             | 2:07,37 min   | 5             | 5      |
| Zhang Yufei                                                                 | 200 m Schmetterling | 2:07,55 min  | 8       | 2:06,95 min   | 5             | 2:07,40 min   | 6             | 6      |
| Zhou Min                                                                    | 200 m Lagen         | 2:14,81 min  | 23      | ausgeschieden | ausgeschieden | ausgeschieden | ausgeschieden | 23     |
| Ye Shiwen                                                                   | 200 m Lagen         | 2:10,56 min  | 7       | 2:09,33 min   | 4             | 2:13,56 min   | 8             | 8      |
| Zhou Min                                                                    | 400 m Lagen         | 4:50,38 min  | 32      | –             | –             | ausgeschieden | ausgeschieden | 32     |
| Ye Shiwen                                                                   | 400 m Lagen         | 4:45,86 min  | 27      | –             | –             | ausgeschieden | ausgeschieden | 27     |
| Shen Duo Sun Meichen Zhu Menghui Tang Yi                                    | 4 × 100 m Freistil  | 3:37,25 min  | 9       | –             | –             | ausgeschieden | ausgeschieden | 9      |
| Shen Duo Al Yanhan Zhang Yuhan Dong Jie Im Vorlauf: Wang Shijia             | 4 × 200 m Freistil  | 7:49,58 min  | 3       | –             | –             | 7:47,96 min   | 4             | 4      |
| Fu Yuanhui Shi Jinglin Lu Ying Zhu Menghui Im Vorlauf: Zhang Xinyu Shen Duo | 4 × 100 m Lagen     | 3:58,23 min  | 6       | –             | –             | 3:55,18 min   | 4             | 4      |
| Xin Xin                                                                     | 10 km Freiwasser    | –            | –       | –             | –             | 1:57:14,4 h   | 4             | 4      |
| Männer                                                                      |                     |              |         |               |               |               |               |        |
| Yu Hexin                                                                    | 50 m Freistil       | 22,20 s      | 20      | ausgeschieden | ausgeschieden | ausgeschieden | ausgeschieden | 20     |
| Ning Zetao                                                                  | 50 m Freistil       | 22,38 s      | 30      | ausgeschieden | ausgeschieden | ausgeschieden | ausgeschieden | 30     |
| Yu Hexin                                                                    | 100 m Freistil      | 48,87 s      | 25      | ausgeschieden | ausgeschieden | ausgeschieden | ausgeschieden | 25     |
| Ning Zetao                                                                  | 100 m Freistil      | 48,57 s      | 14      | 48,67 s       | 12            | ausgeschieden | ausgeschieden | 12     |
| Shang Keyuan                                                                | 200 m Freistil      | 1:48,46 min  | 32      | ausgeschieden | ausgeschieden | ausgeschieden | ausgeschieden | 32     |
| Sun Yang                                                                    | 200 m Freistil      | 1:45,75 min  | 1       | 1:44,63 min   | 1             | 1:44,65 min   | 1             | Gold   |
| Sun Yang                                                                    | 400 m Freistil      | 3:44,23 min  | 4       | –             | –             | 3:41,68 min   | 2             | Silber |
| Qiu Ziao                                                                    | 400 m Freistil      | 3:49,45 min  | 26      | –             | –             | ausgeschieden | ausgeschieden | 26     |
| Sun Yang                                                                    | 1500 m Freistil     | 15:01,97 min | 16      | –             | –             | ausgeschieden | ausgeschieden | 16     |
| Qiu Ziao                                                                    | 1500 m Freistil     | 15:06,71 min | 20      | –             | –             | ausgeschieden | ausgeschieden | 20     |
| Li Guangyuan                                                                | 100 m Rücken        | 54,36 s      | 21      | ausgeschieden | ausgeschieden | ausgeschieden | ausgeschieden | 21     |
| Xu Jiayu                                                                    | 100 m Rücken        | 53,01 s      | 2       | 52,73 s       | 5             | 52,31 s       | 2             | Silber |
| Li Guangyuan                                                                | 200 m Rücken        | 1:56,85 min  | 11      | 1:55,92 min   | 6             | 1:55,89 min   | 6             | 6      |
| Xu Jiayu                                                                    | 200 m Rücken        | 1:55,51 min  | 2       | 1:55,66 min   | 5             | 1:55,16 min   | 4             | 4      |
| Li Xiang                                                                    | 100 m Brust         | 59,55 s      | 11      | 1:00,25 min   | 13            | ausgeschieden | ausgeschieden | 13     |
| Yan Zibei                                                                   | 100 m Brust         | 1:00,88 min  | 27      | ausgeschieden | ausgeschieden | ausgeschieden | ausgeschieden | 27     |
| Mao Feilian                                                                 | 200 m Brust         | 2:09,80 min  | 9       | 2:09,64 min   | 9             | ausgeschieden | ausgeschieden | 9      |
| Li Xiang                                                                    | 200 m Brust         | 2:10,17 min  | 13      | 2:10,92 min   | 12            | ausgeschieden | ausgeschieden | 12     |
| Wang Shun                                                                   | 200 m Lagen         | 1:58,98 min  | 8       | 1:58,12 min   | 6             | 1:57,05 min   | 3             | Bronze |
| Hu Yixuan                                                                   | 200 m Lagen         | 2:00,70 min  | 22      | ausgeschieden | ausgeschieden | ausgeschieden | ausgeschieden | 22     |
| Wang Shun                                                                   | 400 m Lagen         | 4:14,46 min  | 10      | –             | –             | ausgeschieden | ausgeschieden | 10     |
| He Jianbin Lin Yongqing Ning Zetao Yu Hexin                                 | 4 × 100 m Freistil  | DSQ          | DSQ     | –             | –             | ausgeschieden | ausgeschieden | –      |
| Xu Jiayu Li Xiang Li Zhuhao Ning Zetao                                      | 4 × 100 m Lagen     | 3:32,57 min  | 4       | –             | –             | DSQ           | DSQ           | –      |
| Zu Lijun                                                                    | 10 km Freiwasser    | –            | –       | –             | –             | 1:53:02,0 h   | 4             | 4      |

### Segeln
| Athleten                | Wettbewerb      | Qualifikation | Qualifikation | Medal Race    | Medal Race    | Punkte | Rang   |
| Athleten                | Wettbewerb      | Punkte        | Rang          | Punkte        | Rang          | Punkte | Rang   |
| ----------------------- | --------------- | ------------- | ------------- | ------------- | ------------- | ------ | ------ |
| Frauen                  |                 |               |               |               |               |        |        |
| Chen Peina              | Windsurfen RS:X | 60            |               | 6             | 3             | 66     | Silber |
| Xu Lijia                | Laser Radial    | 135           | 18            | ausgeschieden | ausgeschieden | 135    | 18     |
| Huang Lizhu Wang Xiaoli | 470er           | 113           | 16            | ausgeschieden | ausgeschieden | 113    | 16     |
| Männer                  |                 |               |               |               |               |        |        |
| Wang Aichen             | Windsurfen RS:X | 135           | 13            | ausgeschieden | ausgeschieden | 135    | 13     |
| Gong Lei                | Finn Dinghy     | 178           | 22            | ausgeschieden | ausgeschieden | 178    | 22     |
| Wang Wei Xu Zangjun     | 470er           | 142           | 18            | ausgeschieden | ausgeschieden | 142    | 18     |

### Synchronschwimmen
| Athletinnen                                                                                                 | Wettbewerb | Qualifikation | Qualifikation | Finale   | Finale | Rang   |
| Athletinnen                                                                                                 | Wettbewerb | Punkte        | Rang          | Punkte   | Rang   | Rang   |
| --- | ---------- | ------------- | ------------- | -------- | ------ | ------ |
| Frauen |            |               |               |          |        |        |
| Huang Xuechen Sun Wenyan                                                                                    | Duett      | 191,4355      | 2             | 192,688  | 2      | Silber |
| Yin Chengxin Guo Li Tang Mengni Sun Wenyan Gu Xiao Li Xiaolu Liang Xinping Zeng Zhen Reserve: Huang Xuechen | Gruppe     | –             | –             | 192,9841 | 2      | Silber |

### Taekwondo
| Athleten     | Wettbewerb        | Achtelfinale     | Achtelfinale | Viertelfinale     | Viertelfinale | Hoffnungsrunde Halbfinale | Hoffnungsrunde Halbfinale | Halbfinale     | Halbfinale    | Hoffnungsrunde Finale | Hoffnungsrunde Finale | Finale         | Finale        | Rang |
| Athleten     | Wettbewerb        | Gegner           | Ergebnis     | Gegner            | Ergebnis      | Gegner                    | Ergebnis                  | Gegner         | Ergebnis      | Gegner                | Ergebnis              | Gegner         | Ergebnis      | Rang |
| ------------ | ----------------- | ---------------- | ------------ | ----------------- | ------------- | ------------------------- | ------------------------- | -------------- | ------------- | --------------------- | --------------------- | -------------- | ------------- | ---- |
| Frauen       |                   |                  |              |                   |               |                           |                           |                |               |                       |                       |                |               |      |
| Wu Jingyu    | Klasse bis 49 kg  | Huang Huai-Hsuan | 10:1         | Tijana Bogdanović | 7:17          | Patimat Abakarova         | 3:4                       | ausgeschieden  | ausgeschieden | ausgeschieden         | ausgeschieden         | ausgeschieden  | ausgeschieden | 7    |
| Zheng Shuyin | Klasse über 67 kg | Nisha Rawal      | 2:0          | Gwladys Épangue   | 4:1           | –                         | –                         | Bianca Walkden | 4:1           | –                     | –                     | María Espinoza | 5:1           | Gold |
| Männer       |                   |                  |              |                   |               |                           |                           |                |               |                       |                       |                |               |      |
| Zhao Shuai   | Klasse bis 58 kg  | Jesús Tortosa    | 7:3          | Omar Hajjami      | 8:1           | –                         | –                         | Carlos Navarro | 9:4           | –                     | –                     | Tawin Hanprab  | 6:4           | Gold |
| Qiao Sen     | Klasse über 80 kg | Dmitriy Shokin   | 8:15         | ausgeschieden     | ausgeschieden | ausgeschieden             | ausgeschieden             | ausgeschieden  | ausgeschieden | ausgeschieden         | ausgeschieden         | ausgeschieden  | ausgeschieden | 11   |

### Tennis
| Athleten               | Wettbewerb | 1. Runde                              | 1. Runde        | 2. Runde         | 2. Runde      | Achtelfinale                     | Achtelfinale  | Viertelfinale | Viertelfinale | Halbfinale    | Halbfinale    | Finale        | Finale        |
| Athleten               | Wettbewerb | Gegner                                | Ergebnis        | Gegner           | Ergebnis      | Gegner                           | Ergebnis      | Gegner        | Ergebnis      | Gegner        | Ergebnis      | Gegner        | Ergebnis      |
| ---------------------- | ---------- | ------------------------------------- | --------------- | ---------------- | ------------- | -------------------------------- | ------------- | ------------- | ------------- | ------------- | ------------- | ------------- | ------------- |
| Frauen                 |            |                                       |                 |                  |               |                                  |               |               |               |               |               |               |               |
| Peng Shuai             | Einzel     | Heather Watson                        | 4:6, 7:65, 3:6  | ausgeschieden    | ausgeschieden | ausgeschieden                    | ausgeschieden | ausgeschieden | ausgeschieden | ausgeschieden | ausgeschieden | ausgeschieden | ausgeschieden |
| Zhang Shuai            | Einzel     | Timea Bacsinszky                      | 6:74, 6:4, 7:64 | Laura Siegemund  | 2:6, 4:6      | ausgeschieden                    | ausgeschieden | ausgeschieden | ausgeschieden | ausgeschieden | ausgeschieden | ausgeschieden | ausgeschieden |
| Wang Qiang             | Einzel     | Swetlana Kusnezowa                    | 1:6, 6:4, 0:6   | ausgeschieden    | ausgeschieden | ausgeschieden                    | ausgeschieden | ausgeschieden | ausgeschieden | ausgeschieden | ausgeschieden | ausgeschieden | ausgeschieden |
| Zheng Saisai           | Einzel     | Agnieszka Radwańska                   | 6:4, 7:5        | Darja Kassatkina | 1:6, 4:6      | ausgeschieden                    | ausgeschieden | ausgeschieden | ausgeschieden | ausgeschieden | ausgeschieden | ausgeschieden | ausgeschieden |
| Xu Yifan Zheng Saisai  | Doppel     | Ljudmyla Kitschenok Nadija Kitschenok | 6:0, 6:3        | –                | –             | Sara Errani Roberta Vinci        | 2:6, 3:6      | ausgeschieden | ausgeschieden | ausgeschieden | ausgeschieden | ausgeschieden | ausgeschieden |
| Peng Shuai Zhang Shuai | Doppel     | Sania Mirza Prarthana Thombare        | 7:66, 5:7, 7:5  | –                | –             | Andrea Hlaváčková Lucie Hradecká | 4:6, 4:6      | ausgeschieden | ausgeschieden | ausgeschieden | ausgeschieden | ausgeschieden | ausgeschieden |

### Tischtennis
| Athleten                        | Wettbewerb | 1. Runde  | 1. Runde | 2. Runde | 2. Runde | 3. Runde         | 3. Runde | 4. Runde       | 4. Runde | Viertelfinale          | Viertelfinale | Halbfinale         | Halbfinale | Finale      | Finale   | Rang   |
| Athleten                        | Wettbewerb | Gegner    | Ergebnis | Gegner   | Ergebnis | Gegner           | Ergebnis | Gegner         | Ergebnis | Gegner                 | Ergebnis      | Gegner             | Ergebnis   | Gegner      | Ergebnis | Rang   |
| ------------------------------- | ---------- | --------- | -------- | -------- | -------- | ---------------- | -------- | -------------- | -------- | ---------------------- | ------------- | ------------------ | ---------- | ----------- | -------- | ------ |
| Frauen                          |            |           |          |          |          |                  |          |                |          |                        |               |                    |            |             |          |        |
| Ding Ning                       | Einzel     | –         | –        | –        | –        | Elizabeta Samara | 4:0      | Doo Hoi Kem    | 4:0      | Han Ying               | 4:0           | Kim Song-i         | 4:1        | Li Xiaoxia  | 4:3      | Gold   |
| Li Xiaoxia                      | Einzel     | –         | –        | –        | –        | Li Fen           | 4:0      | Lee Ho Ching   | 4:0      | Cheng I-ching          | 4:0           | Ai Fukuhara        | 4:0        | Ding Ning   | 3:4      | Silber |
| Ding Ning Liu Shiwen Li Xiaoxia | Mannschaft | Brasilien | 3:0      | –        | –        | –                | –        | –              | –        | Nordkorea              | 3:0           | Singapur           | 3:0        | Deutschland | 3:0      | Gold   |
| Männer                          |            |           |          |          |          |                  |          |                |          |                        |               |                    |            |             |          |        |
| Zhang Jike                      | Einzel     | –         | –        | –        | –        | Chen Chien-An    | 4:0      | Adrian Crișan  | 4:0      | Kōki Niwa              | 4:1           | Uladsimir Samsonau | 4:1        | Ma Long     | 0:4      | Silber |
| Ma Long                         | Einzel     | –         | –        | –        | –        | Jonathan Groth   | 4:0      | Jung Young-sik | 4:2      | Quadri Aruna           | 4:0           | Jun Mizutani       | 4:2        | Zhang Jike  | 4:0      | Gold   |
| Zhang Jike Ma Long Xu Xin       | Mannschaft | Nigeria   | 3:0      | –        | –        | –                | –        | –              | –        | Vereinigtes Königreich | 3:0           | Südkorea           | 3:0        | Japan       | 3:1      | Gold   |

### Triathlon
| Athleten      | Wettbewerb | Zeit      | Rang |
| ------------- | ---------- | --------- | ---- |
| Frauen        |            |           |      |
| Lianyuan Wang | Einzel     | 2:11:12 h | 48   |
| Männer        |            |           |      |
| Faquan Bai    | Einzel     | 1:58:08 h | 50   |

### Turnen

#### Gerätturnen
| Athleten                                                | Wettbewerb           | Qualifikation | Qualifikation | Finale        | Finale        | Rang   |
| Athleten                                                | Wettbewerb           | Punkte        | Rang          | Punkte        | Rang          | Rang   |
| ------------------------------------------------------- | -------------------- | ------------- | ------------- | ------------- | ------------- | ------ |
| Frauen                                                  |                      |               |               |               |               |        |
| Wang Yan                                                | Sprung               | 14,949        | 7             | 14,999        | 5             | 5      |
| Shang Chunsong                                          | Stufenbarren         | 15,300        | 8             | 15,433        | 5             | 5      |
| Tan Jiaxin                                              | Stufenbarren         | 14,600        | 28            | ausgeschieden | ausgeschieden | 28     |
| Wang Yan                                                | Stufenbarren         | 13,900        | 44            | ausgeschieden | ausgeschieden | 44     |
| Fan Yilin                                               | Stufenbarren         | 15,266        | 9             | ausgeschieden | ausgeschieden | 9      |
| Shang Chunsong                                          | Schwebebalken        | 14,366        | 17            | ausgeschieden | ausgeschieden | 17     |
| Wang Yan                                                | Schwebebalken        | 14,100        | 26            | ausgeschieden | ausgeschieden | 26     |
| Fan Yilin                                               | Schwebebalken        | 14,866        | 6             | 14,500        | 6             | 6      |
| Shang Chunsong                                          | Boden                | 14,100        | 16            | ausgeschieden | ausgeschieden | 16     |
| Wang Yan                                                | Boden                | 14,666        | 6             | 14,666        | 5             | 5      |
| Mao Yi                                                  | Boden                | 11,700        | 78            | ausgeschieden | ausgeschieden | 78     |
| Fan Yilin                                               | Boden                | 13,500        | 40            | ausgeschieden | ausgeschieden | 40     |
| Shang Chunsong                                          | Mehrkampf Einzel     | 56,532        | 20            | 58,549        | 4             | 4      |
| Wang Yan                                                | Mehrkampf Einzel     | 57,599        | 7             | 58,032        | 6             | 6      |
| Shang Chunsong Tan Jiaxin Wang Yan Mao Yi Fan Yilin     | Mehrkampf Mannschaft | 175,279       | 2             | 176,003       | 3             | Bronze |
| Männer                                                  |                      |               |               |               |               |        |
| Lin Chaopan                                             | Boden                | 13,666        | 56            | ausgeschieden | ausgeschieden | 56     |
| Zhang Chenglong                                         | Boden                | 14,900        | 21            | ausgeschieden | ausgeschieden | 21     |
| Deng Shudi                                              | Boden                | 15,033        | 17            | ausgeschieden | ausgeschieden | 17     |
| Liu Yang                                                | Boden                | 12,933        | 65            | ausgeschieden | ausgeschieden | 65     |
| Lin Chaopan                                             | Pauschenpferd        | 15,033        | 11            | ausgeschieden | ausgeschieden | 11     |
| You Hao                                                 | Pauschenpferd        | 14,966        | 15            | ausgeschieden | ausgeschieden | 15     |
| Deng Shudi                                              | Pauschenpferd        | 14,866        | 16            | ausgeschieden | ausgeschieden | 16     |
| Lin Chaopan                                             | Ringe                | 14,133        | 44            | ausgeschieden | ausgeschieden | 44     |
| You Hao                                                 | Ringe                | 15,800        | 3             | 15,400        | 6             | 6      |
| Deng Shudi                                              | Ringe                | 14,300        | 34            | ausgeschieden | ausgeschieden | 2      |
| Liu Yang                                                | Ringe                | 15,900        | 1             | 15,600        | 4             | 4      |
| Lin Chaopan                                             | Barren               | 15,700        | 6             | ausgeschieden | ausgeschieden | 6      |
| Zhang Chenglong                                         | Barren               | 15,166        | 22            | ausgeschieden | ausgeschieden | 22     |
| You Hao                                                 | Barren               | 15,733        | 5             | 14,833        | 8             | 8      |
| Deng Shudi                                              | Barren               | 15,800        | 3             | 15,766        | 4             | 4      |
| Lin Chaopan                                             | Reck                 | 14,866        | 14            | ausgeschieden | ausgeschieden | 14     |
| Zhang Chenglong                                         | Reck                 | 13,966        | 47            | ausgeschieden | ausgeschieden | 47     |
| You Hao                                                 | Reck                 | 14,066        | 41            | ausgeschieden | ausgeschieden | 41     |
| Deng Shudi                                              | Reck                 | 14,366        | 32            | ausgeschieden | ausgeschieden | 32     |
| Lin Chaopan                                             | Mehrkampf Einzel     | 88,631        | 10            | 90,230        | 5             | 5      |
| Deng Shudi                                              | Mehrkampf Einzel     | 89,665        | 4             | 90,130        | 6             | 6      |
| Lin Chaopan Zhang Chenglong You Hao Deng Shudi Liu Yang | Mehrkampf Mannschaft | 270,461       | 1             | 271,122       | 3             | Bronze |

#### Rhythmische Sportgymnastik
| Athletinnen                                          | Wettbewerb           | Qualifikation | Qualifikation | Finale        | Finale        | Rang |
| Athletinnen                                          | Wettbewerb           | Punkte        | Rang          | Punkte        | Rang          | Rang |
| ---------------------------------------------------- | -------------------- | ------------- | ------------- | ------------- | ------------- | ---- |
| Frauen                                               |                      |               |               |               |               |      |
| Shang Rong                                           | Mehrkampf Einzel     | 65,014        | 24            | ausgeschieden | ausgeschieden | 24   |
| Zhao Jingnan Zhang Ling Shu Siyao Yang Ye Bao Yuqing | Mehrkampf Mannschaft | 32,133        | 11            | ausgeschieden | ausgeschieden | 11   |

#### Trampolinturnen
| Athleten  | Wettbewerb | Qualifikation | Qualifikation | Finale | Finale | Rang   |
| Athleten  | Wettbewerb | Punkte        | Rang          | Punkte | Rang   | Rang   |
| --------- | ---------- | ------------- | ------------- | ------ | ------ | ------ |
| Frauen    |            |               |               |        |        |        |
| He Wenna  | Einzel     | 103,095       | 4             | 55,570 | 4      | 4      |
| Li Dan    | Einzel     | 104,075       | 2             | 55,885 | 3      | Bronze |
| Männer    |            |               |               |        |        |        |
| Dong Dong | Einzel     | 110,050       | 3             | 60,535 | 2      | Silber |
| Gao Lei   | Einzel     | 112,535       | 1             | 60,175 | 3      | Bronze |

### Volleyball
| Wettbewerb    | Frauen |
| ------------- | --- |
| Athletinnen   | Yuan Xinyue Zhu Ting Yang Fangxu Gong Xiangyu Wei Qiuyue Zhang Changning Liu Xiaotong Xu Yunli Hui Ruoqi Lin Li Ding Xia Yan Ni |
| Trainer       | Lang Ping |
| Gruppenphase  | Niederlande (2:3) Italien (3:0) Puerto Rico (3:0) Serbien (0:3) USA (1:3)                                                       |
| Viertelfinale | Brasilien (3:2) |
| Halbfinale    | Niederlande (3:1) |
| Finale        | Serbien (3:1) |
| Platzierung   | Gold |

### Wasserball
| Wettbewerb         | Frauen |
| ------------------ | --- |
| Athleten           | Ma Huanhuan Mei Xiaohan Niu Guannan Xiong Dunhan Peng Lin Song Donglun Sun Yating Wang Xinyan Yang Jun Zhang Cong Zhang Jing Zhang Weiwei Zhao Zihan |
| Trainer            | Ricardo Azevedo ( Brasilien) |
| Gruppenphase       | Ungarn (11:13) Vereinigte Staaten (4:12) Spanien (8:12)                                                                                              |
| Viertelfinale      | ausgeschieden |
| Platzierungsspiele | Spanien (6:11) Brasilien (10:5) |
| Halbfinale         | ausgeschieden |
| Finale             | ausgeschieden |
| Platzierung        | 7 |

### Wasserspringen
| Athleten               | Wettbewerb                 | Vorkampf | Vorkampf | Halbfinale    | Halbfinale    | Finale        | Finale        | Rang   |
| Athleten               | Wettbewerb                 | Punkte   | Rang     | Punkte        | Rang          | Punkte        | Rang          | Rang   |
| ---------------------- | -------------------------- | -------- | -------- | ------------- | ------------- | ------------- | ------------- | ------ |
| Frauen                 |                            |          |          |               |               |               |               |        |
| He Zi                  | Kunstspringen 3 m          | 367,05   | 2        | 364,05        | 2             | 387,90        | 2             | Silber |
| Shi Tingmao            | Kunstspringen 3 m          | 357,55   | 3        | 385,00        | 1             | 406,05        | 1             | Gold   |
| Ren Qian               | Turmspringen 10 m          | 385,80   | 2        | 362,40        | 3             | 439,25        | 1             | Gold   |
| Si Yajie               | Turmspringen 10 m          | 397,45   | 1        | 389,30        | 1             | 419,40        | 2             | Silber |
| Shi Tingmao Wu Minxia  | Kunstspringen Synchron 3 m | –        | –        | –             | –             | 345,60        | 1             | Gold   |
| Chen Ruolin Liu Huixia | Turmspringen Synchron 10 m | –        | –        | –             | –             | 354,00        | 1             | Gold   |
| Männer                 |                            |          |          |               |               |               |               |        |
| Cao Yuan               | Kunstspringen 3 m          | 498,70   | 1        | 489,10        | 1             | 547,60        | 1             | Gold   |
| He Chao                | Kunstspringen 3 m          | 380,35   | 21       | ausgeschieden | ausgeschieden | ausgeschieden | ausgeschieden | 21     |
| Chen Aisen             | Turmspringen 10 m          | 545,35   | 3        | 559,90        | 1             | 585,30        | 1             | Gold   |
| Qiu Bo                 | Turmspringen 10 m          | 564,75   | 2        | 504,70        | 2             | 488,20        | 6             | 6      |
| Cao Yuan Qin Kai       | Kunstspringen Synchron 3 m | –        | –        | –             | –             | 443,70        | 3             | Bronze |
| Chen Aisen Lin Yue     | Turmspringen Synchron 10 m |          |          | –             | –             | 496,98        | 1             | Gold   |